# Škola kluzákového létání (Nida)
Škola kluzákového létání v Nidě, litevsky Nidos sklandymo mokykla, je zaniklá letecká škola kluzákového létání poblíž litevsko-ruské státní hranice v západní Litvě. Nachází se také v Národním parku Kuršská kosa v Nerinze na Kuršské kose v Klaipėdském kraji.

## Historie
Škola kluzákového létání fungovala v letech 1933 až 1939 a byla zde přesunuta z Pažaislis v Kaunasu. Byly zde postaveny hangár, jídelna a školní budova. Pro plachtění se využívala písečná duna Sklandytojų kopa (Didžioji kopa). Dne 30. srpna 1933 vytvořil instruktor školy Gregorius Heidrikis (Gregorius Radvenis) první litevský rekord v délce letu. Dne 5. června 1935 uskutečnil pilot kluzáku Jonas Pyragius první přelet v kluzáku z Nidy do Palangy. V roce 1979 byl na části půdorysu bývalého hangáru postaven oblouk označující místo bývalé školy létání. V roce 1998 byl u příležitosti 65. výročí založení školy odhalen pamětní kámen.

## Další informace
Místo se nachází na trase naučné stezky Okolo Nidy (Pėsčiųjų maršrutas Aplink Nidą) a je celoročně volně přístupné.

## Galerie

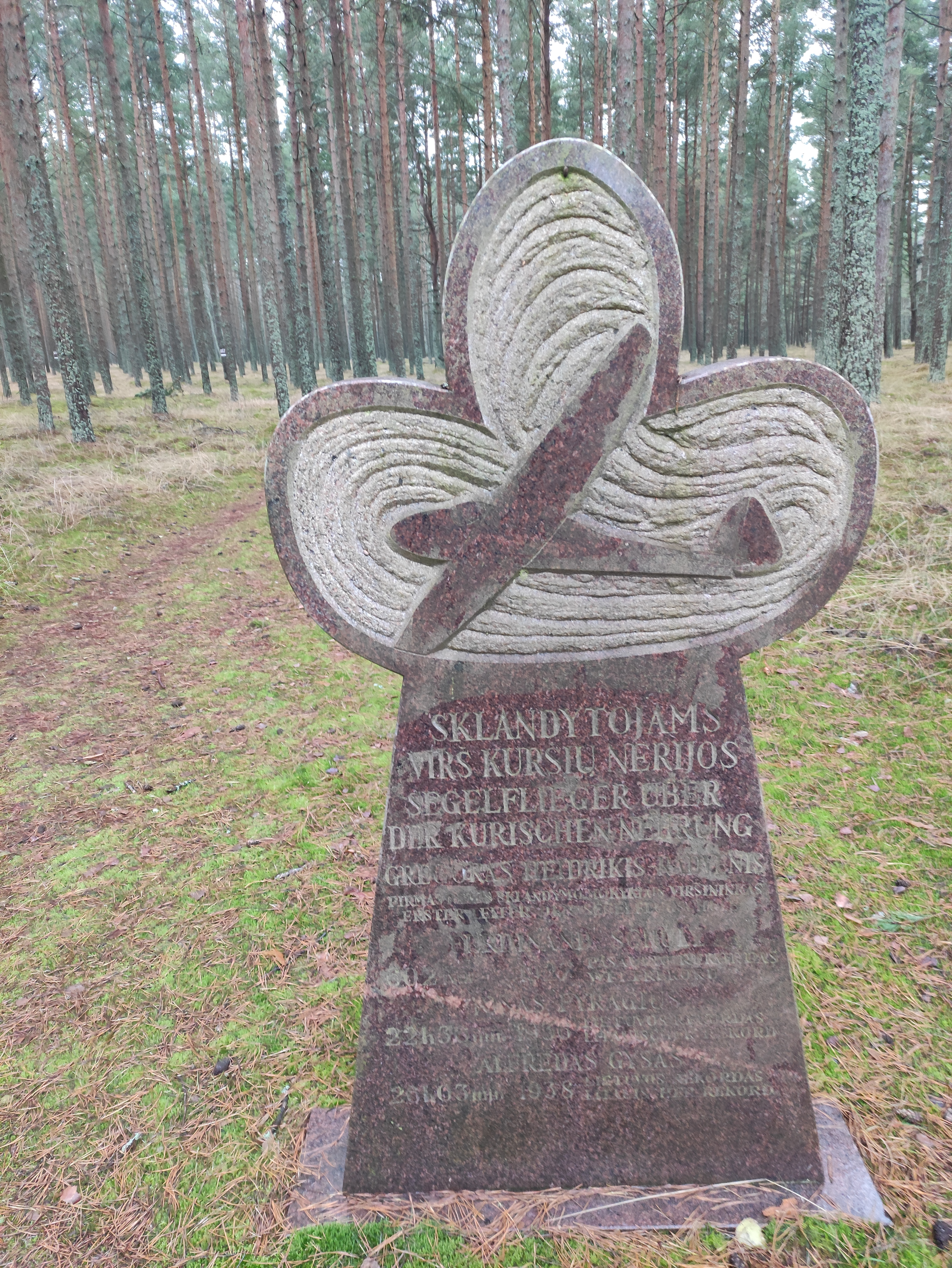
Památník na místě
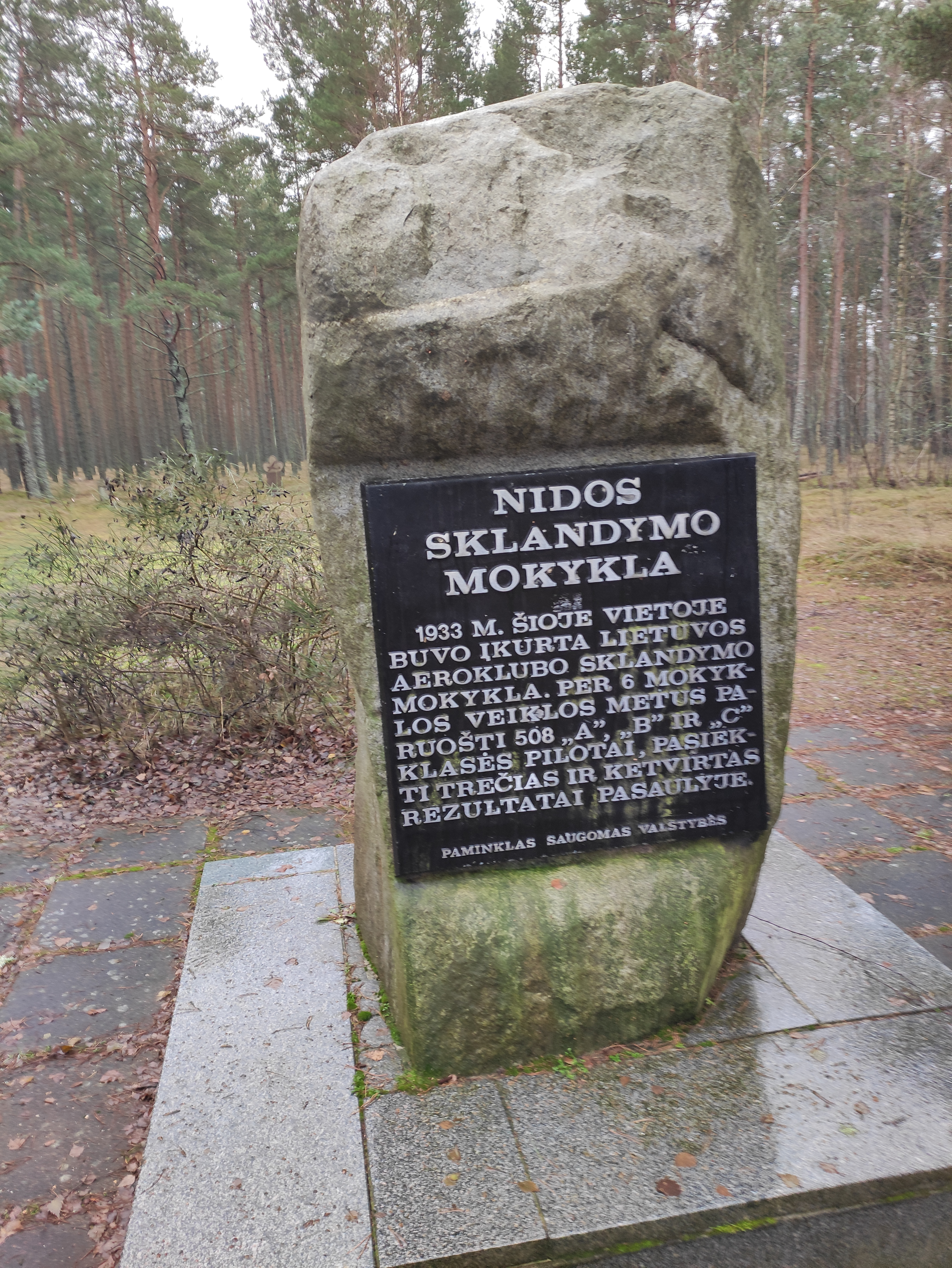
Památník na místě